# Górale Czadeccy

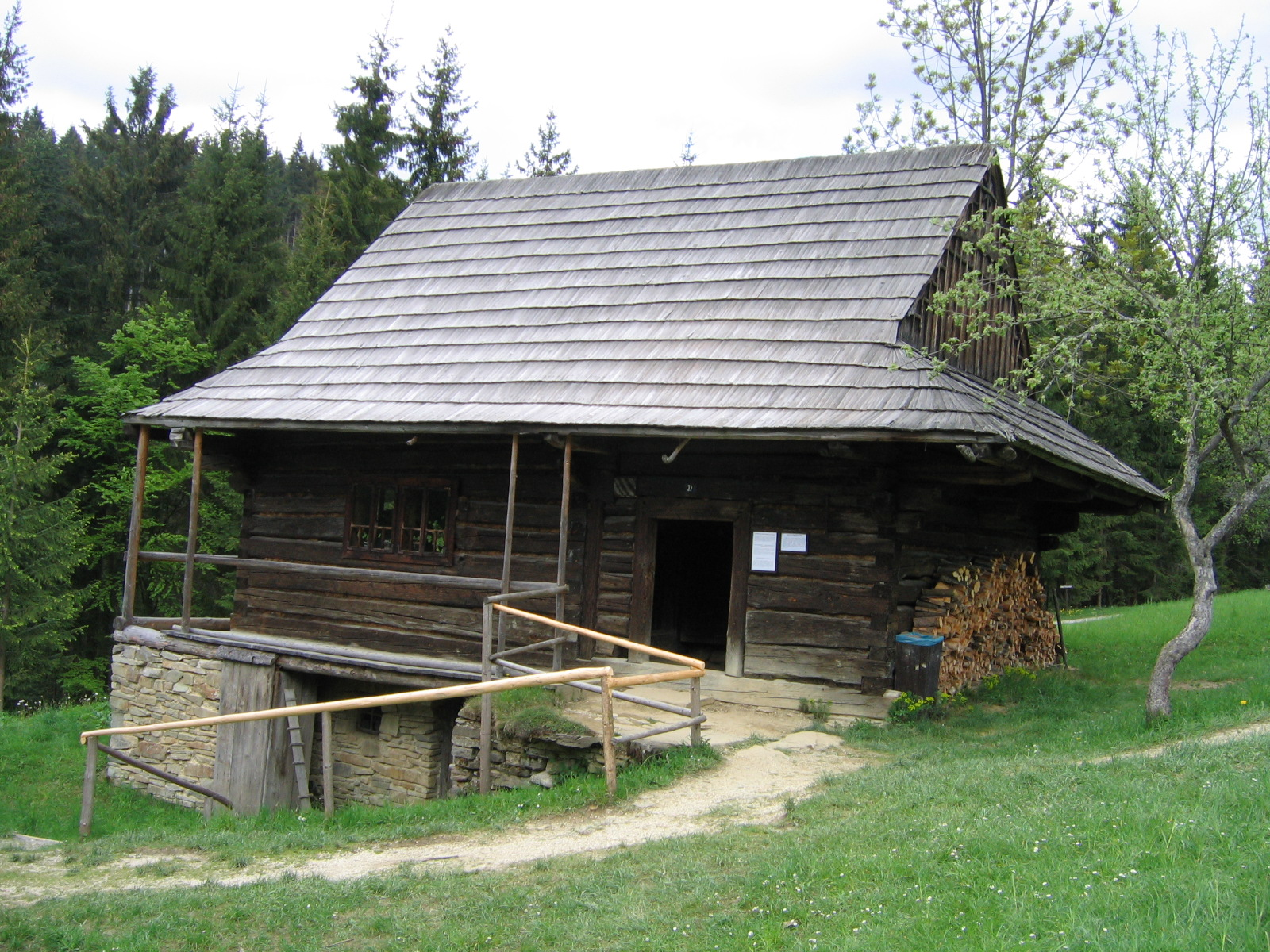
Drewniany domek w Muzeum Kysuckiej Wsi w miejscowości Nová Bystrica

Górale Czadeccy – góralska grupa etnograficzna zamieszkująca dolinę Kysucy (region Kysuce), w północno-zachodniej Słowacji, na południe od Przełęczy Jabłonkowskiej oraz enklawy na Liptowie i Bukowinie. Jest pochodzenia śląsko-małopolskiego.

## Rejon Czadcy
Górali Czadeckich cechuje pewna odrębność względem Górali Śląskich, co jest związane z innymi kierunkami wpływów na tę ludność.
Omawiana grupa sąsiaduje od południa ze Słowakami, od zachodu z morawską ludnością czeską. Tereny na północ od Górali czadeckich zamieszkują Górale Śląscy (pośród nich Jacki), na wschodzie Górale Żywieccy.
Gwary czadeckie charakteryzują się wpływami małopolskimi, śląskimi i języka słowackiego.
Największe miasta regionu Górali Czadeckich: Czadca i Turzówka.
Zachodzący (z różnym nasileniem) na przestrzeni dziejów proces asymilacji językowej (zarówno dobrowolny, jak i przymusowy), oddziaływał także na Górali Czadecckich o polskich korzeniach.
Stefan Michalski w 1931 roku podawał, że w Czadeckiem mieszka ponad 13 tysięcy Polaków. Według słowackiego spisu powszechnego z 2011 roku w powiecie Czadca narodowość polską deklarowało 69 osób, natomiast polski, jako język ojczysty, wskazało 75 osób.

## Osadnictwo na Bukowinie
W początkach XIX wieku, z powodu przeludnienia rejonu czadeckiego, część tamtejszych Górali przesiedliła się na Bukowinę, głównie w rejon Czerniowiec i Starej Huty. Ze względu na odrębność językową i wyznaniową w stosunku do miejscowej ludności ruskiej i mołdawskiej, Górale Czadeccy zamieszkujący Bukowinę pozostawali w izolacji, tym samym przechowali gwarę oraz charakterystyczny folklor. Obecnie przeważnie posługują się gwarą góralską (komunikacja prywatna) lub językiem ogólnopolskim (komunikacja kościelna); języki państwowe używane są w szkole i administracji.
W latach 1945–1948 przeprowadzona została akcja repatriacyjna, skutkiem której ok. 5 tysięcy bukowińskich Górali zostało przesiedlonych w okolice Żar, Żagania oraz na Pomorze Zachodnie.